# Duitsland op het Eurovisiesongfestival 1976
Duitsland deed mee aan het Eurovisiesongfestival 1976 in Den Haag. Het was de 21ste deelname van het land op het Eurovisiesongfestival. 

## Selectieprocedure
De selectie Ein lied für Den Haag vond plaats op 1 februari 1976 in de televisiestudio's in Frankfurt am Main. De show werd gepresenteerd door Max Schauzer.
In totaal deden er 12 deelnemers mee aan de nationale finale. De winnaar werd gekozen door de kijkers die via postcards hun stem konden uitbrengen. De winnaar was Der Star. Echter, na de show bleek dat het lied reeds voor de nationale finale in het publiek werd gespeeld, hetgeen tegen de regels is. Als gevolg hiervan werd Tony Marshall en ging de runner-up Les Humphries Singers naar het festival.
| Volgorde | Artiest               | Lied                                    | Stemmen | Plaats |
| -------- | --------------------- | --------------------------------------- | ------- | ------ |
| 1        | Tina York             | "Das alte Haus"                         | 17562   | 12     |
| 2        | Love Generation       | "Thomas Alva Edison"                    | 58846   | 5      |
| 3        | Lena Valaitis         | "Du machst Karriere"                    | 47714   | 7      |
| 4        | Bruce Low             | "Der Jahrmarkt unserer Eitelkeit"       | 43352   | 9      |
| 5        | Ina Deter             | "Wenn du so bist wie dein Lachen"       | 27903   | 10     |
| 6        | Nina & Mike           | "Komm geh mit mir"                      | 61944   | 4      |
| 7        | Maggie Mae            | "Applaus für ein total verrücktes Haus" | 71882   | 3      |
| 8        | Les Humphries Singers | "Sing Sang Song"                        | 96705   | 2      |
| 9        | Ireen Sheer           | "Einmal Wasser, einmal Wein"            | 45032   | 8      |
| 10       | Meeting Point         | "Es ist ein Mensch"                     | 53568   | 6      |
| 11       | Tony Marshall         | "Der Star"                              | 118250  | 1 (DQ) |
| 12       | Piera Martell         | "Ein neuer Tag"                         | 24525   | 11     |

## In Den Haag
In de finale van het Eurovisiesongfestival 1976, gehouden in Den Haag, moest Duitsland optreden als 3de, net na Zwitserland en voor Israël. Op het einde van de stemming bleek dat ze op een 15de plaats geëindigd was met slechts 12 punten.

### Gekregen punten
| 12 punten | 10 punten | 8 punten      | 7 punten                                       | 6 punten |
| --------- | --------- | ------------- | ---------------------------------------------- | -------- |
|           |           |               |                                                |          |
| 5 punten  | 4 punten  | 3 punten      | 2 punten                                       | 1 punt   |
|           |           | - Joegoslavië | - Frankrijk - Luxemburg - Spanje - Zwitserland | - België |

### Gegeven punten
Punten gegeven in de finale:
| 12 punten | Frankrijk           |
| 10 punten | Oostenrijk          |
| 8 punten  | Verenigd Koninkrijk |
| 7 punten  | Monaco              |
| 6 punten  | Finland             |
| 5 punten  | Zwitserland         |
| 4 punten  | Nederland           |
| 3 punten  | Israël              |
| 2 punten  | Joegoslavië         |
| 1 punt    | Ierland             |

1956 · 1957 · 1958 · 1959 · 1960 · 1961 · 1962 · 1963 · 1964 · 1965 · 1966 · 1967 · 1968 · 1969 · 1970 · 1971 · 1972 · 1973 · 1974 · 1975 · 1976 · 1977 · 1978 · 1979 · 1980 · 1981 · 1982 · 1983 · 1984 · 1985 · 1986 · 1987 · 1988 · 1989 · 1990 · 1991 · 1992 · 1993 · 1994 · 1995 · 1996 · 1997 · 1998 · 1999 · 2000 · 2001 · 2002 · 2003 · 2004 · 2005 · 2006 · 2007 · 2008 · 2009 · 2010 · 2011 · 2012 · 2013 · 2014 · 2015 · 2016 · 2017 · 2018 · 2019 · 2020 · 2021 · 2022 · 2023 · 2024 · 2025
België · Duitsland · Finland · Frankrijk · Griekenland · Ierland · Israël · Italië · Joegoslavië · Luxemburg · Monaco · Nederland · Noorwegen · Oostenrijk · Portugal · Spanje · Verenigd Koninkrijk · Zwitserland